# Phó tổng thống Argentina
Phó tổng thống Argentina là chức vụ chính trị cao thứ hai ở Argentina và đầu tiên trong dòng kế vị Tổng thống Argentina. Chức vụ này được thành lập với việc ban hành Hiến pháp Argentina năm 1853.
Phó tổng thống làm quyền Tổng thống trong trường hợp vắng mặt hoặc mất khả năng tạm thời của người đứng đầu nhà nước, và có thể kế nhiệm chức Chủ tịch trong trường hợp Tổng thống từ chức, mất năng lực vĩnh viễn hoặc chết. Nhiệm kỳ phó tổng thống lâu đời nhất với tư cách quyền Tổng thống trong lịch sử Argentina diễn ra từ năm 1865 đến năm 1868, trong khi Tổng thống Bartolomé Mitre đang bận rộn với cuộc chiến tranh Paraguay. 7 Phó Tổng thống Argentina đã thành công với chức tổng thống: Juan Esteban Pedernera (1861); Carlos Pellegrini (1890); José Evaristo Uriburu (1895); José Figueroa Alcorta (1906); Victorino de la Plaza (1914); Ramón Castillo (1942) và Isabel Perón (1974).
Hiến pháp Argentina không quy định việc thay thế một Phó Tổng thống nếu nhiệm kỳ của họ bị chấm dứt vì bất kỳ lý do nào và chức vụ của họ đã bị bỏ trống trong mười bảy lần kể từ năm 1861 (xem danh sách).
Các tu chính án hiến pháp năm 1994 đã trao cho Phó Chủ tịch danh hiệu bổ sung của Chủ tịch Thượng viện; điều này đã làm cho vai trò lập pháp hơn là điều hành, với sức mạnh để bỏ phiếu trong trường hợp có sự ràng buộc trong Thượng viện. Nó cũng sửa đổi nhiệm kỳ của Phó Tổng thống—cũng như của Tổng thống—từ một nhiệm kỳ sáu năm không kéo dài đến hai nhiệm kỳ bốn năm được tái tạo khi tái cử vé chung.
Một danh sách các Phó Tổng thống sau đây, bao gồm cả Phó Chủ tịch thực tế trong các chế độ quân sự và thời gian bỏ trống. Phó Tổng thống hiện tại của Argentina là Victoria Villarruel.

## Các cựu phó tổng thống còn sống

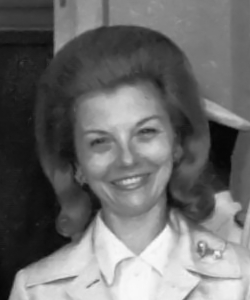
María Estela Martínez (sinh năm 1931), giữa năm 1973 và 1974.
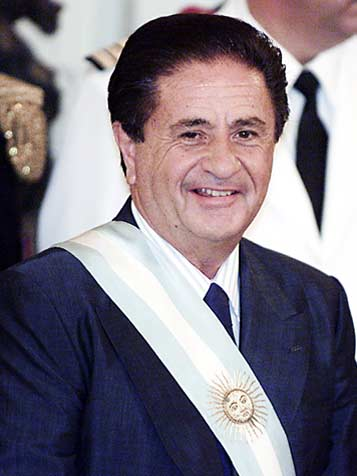
Eduardo Duhalde (sinh năm 1941), giữa năm 1989 và 1991.
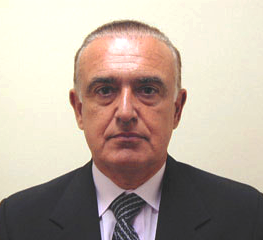
Carlos Ruckauf (sinh năm 1944), từ 1995 đến 1999.
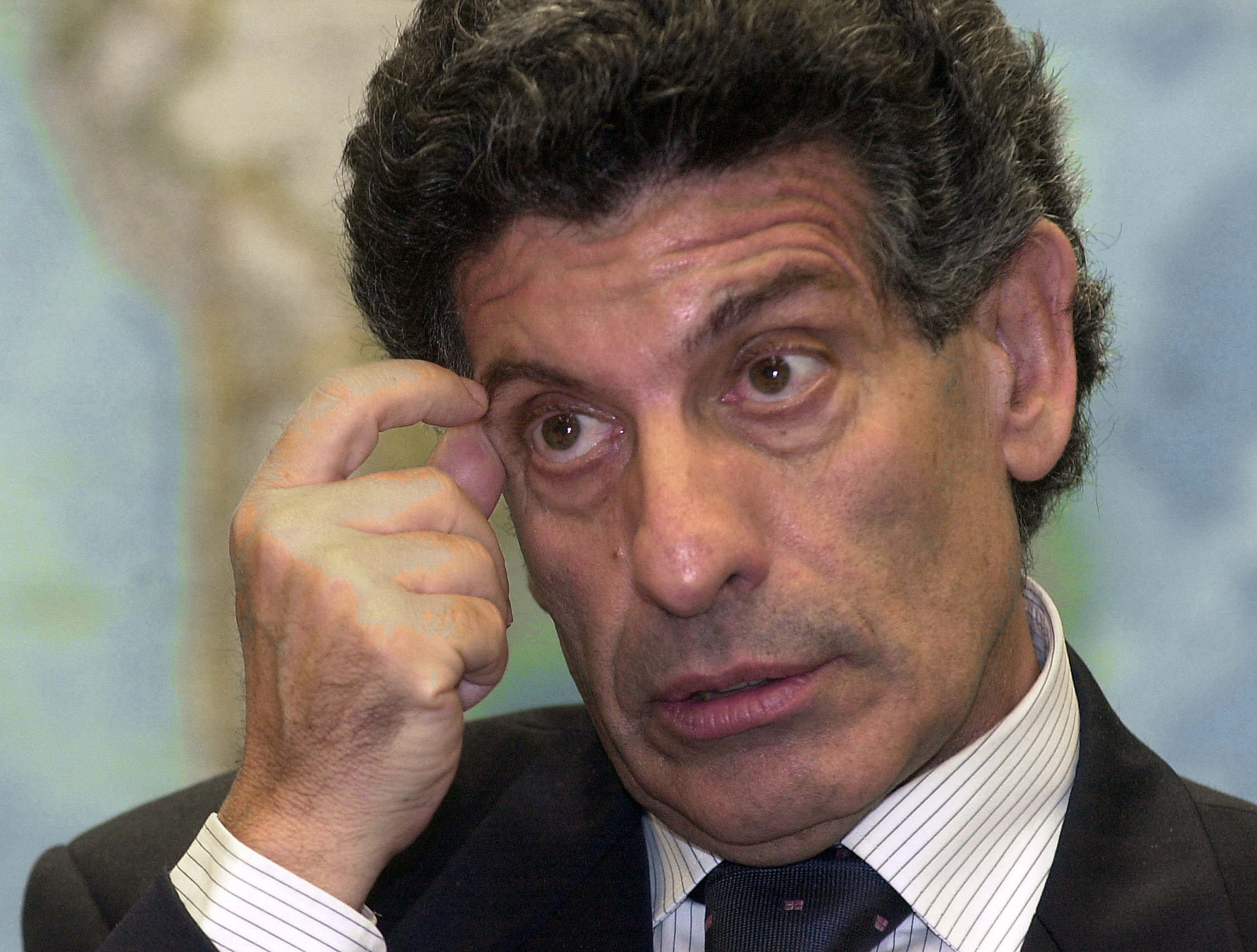
Carlos Álvarez (sinh năm 1948), từ năm 1999 đến năm 2000.
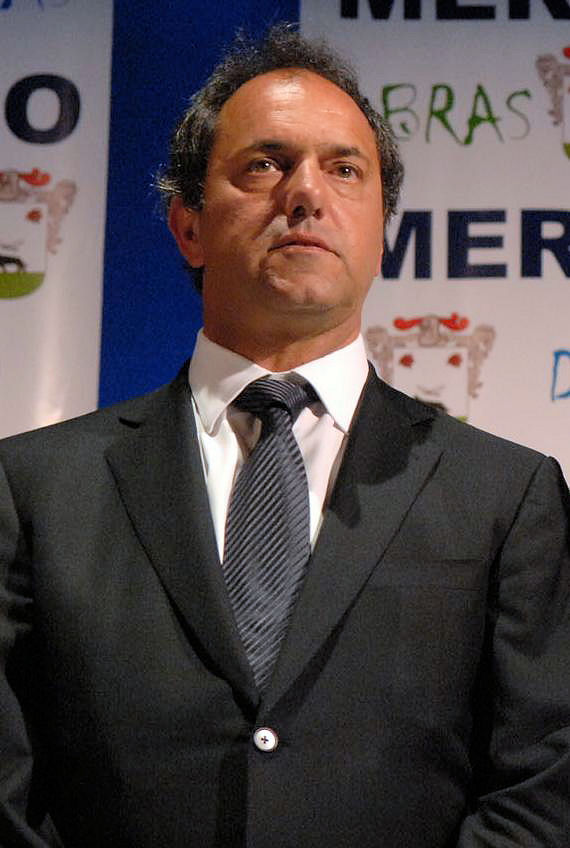
Daniel Scioli (sinh năm 1957), giữa năm 2003 và 2007.
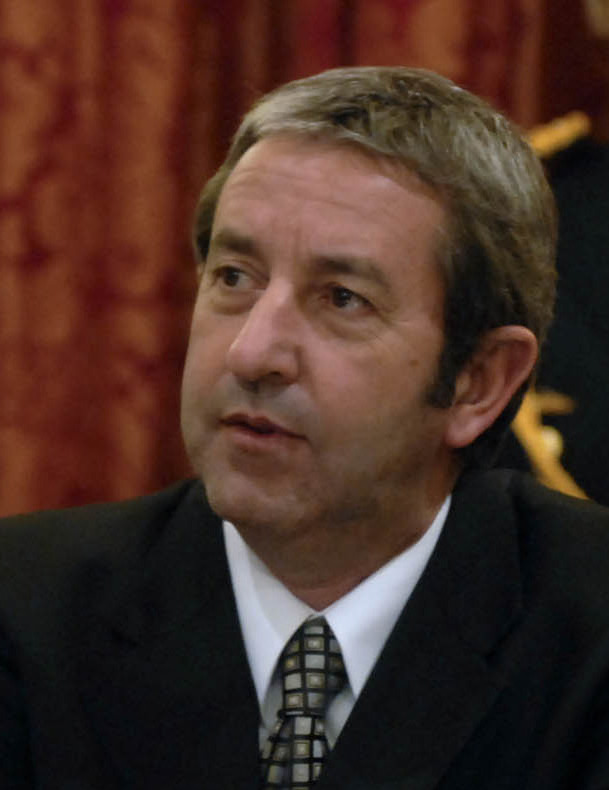
Julio Cobos (sinh năm 1955), từ năm 2007 đến năm 2011.
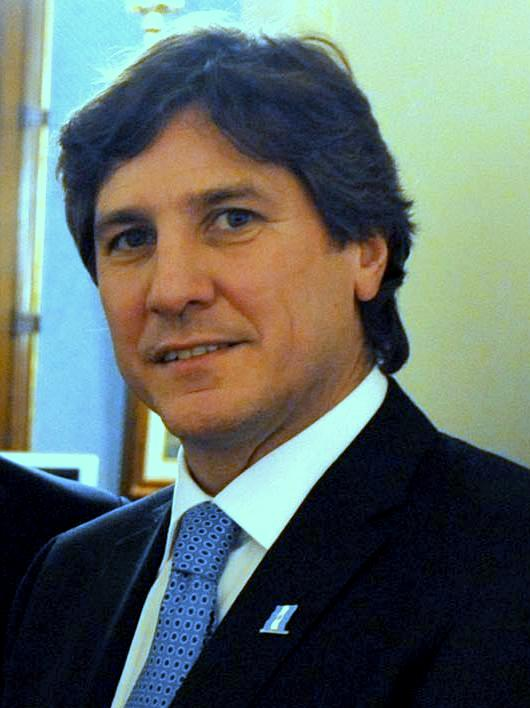
Amado Boudou (sinh năm 1962), từ năm 2011 đến năm 2015.
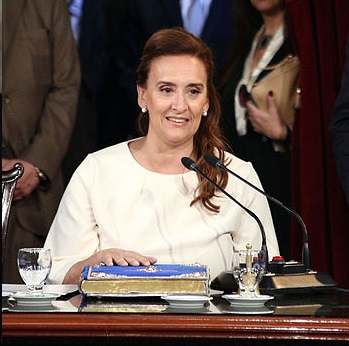
Gabriela Michetti (sinh năm 1965), từ năm 2015 đến năm 2019.
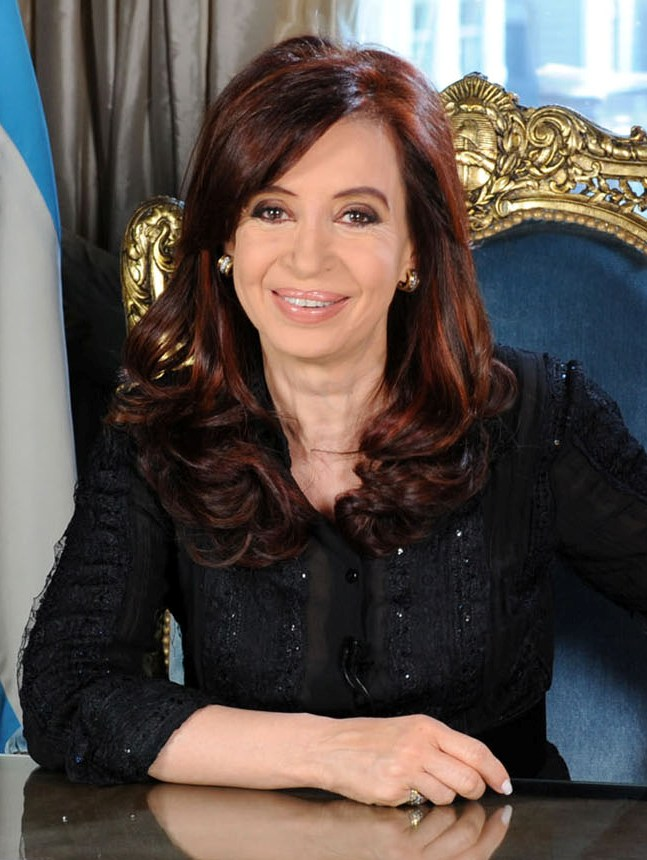
Cristina Fernández de Kirchner (sinh năm 1953), từ năm 2019 đến năm 2023.